# Еугеніуш Рибка
Еугеніуш Рибка (пол. Eugeniusz Rybka, 6 травня 1898 — 8 грудня 1988) — польський астроном.

## Біографія
Народився в Радзиміні, в 1923 закінчив Ягеллонський університет у Кракові. У 1921—1923 — співробітник Краківської, в 1923—1932 — Варшавської обсерваторій. Директор Львівської обсерваторії (1932—1945), Вроцлавської обсерваторії (1945—1958) та Краківської обсерваторії (1958—1968). Значно розширив штат та інструментарій Львівської обсерваторії. Президент Польського астрономічного товариства (1948—1952). Президент польського Національного астрономічного комітету (з 1958). Почесний професор Братиславського університету.
Основні праці в області астрофотометрії, дослідження змінних зір, історії астрономії. Йому належить провідна роль у розвитку та поширенні астрономічних знань в сучасній Польщі. Віце-президент Міжнародного астрономічного союзу (1952—1958), президент Комісії N 41 «Історія астрономії» Міжнародного астрономічного союзу (1964—1970).

## Публікації
- Astronomia Ogólna (1952), (1957)
- Four hundred years of the Copernican herigate (1964)
- Cztery wieki rozwoju myśli kopernikańskiej (1972).
- Рыбка Е., Рыбка П. Коперник. Человек и мысль — Москва: Мир, 1973